# Spilosoma quadrimacula
Spilosoma quadrimacula är en fjärilsart som beskrevs av De Toulgoët 1977. Spilosoma quadrimacula ingår i släktet Spilosoma och familjen björnspinnare. Inga underarter finns listade i Catalogue of Life.